# Население Буркина-Фасо

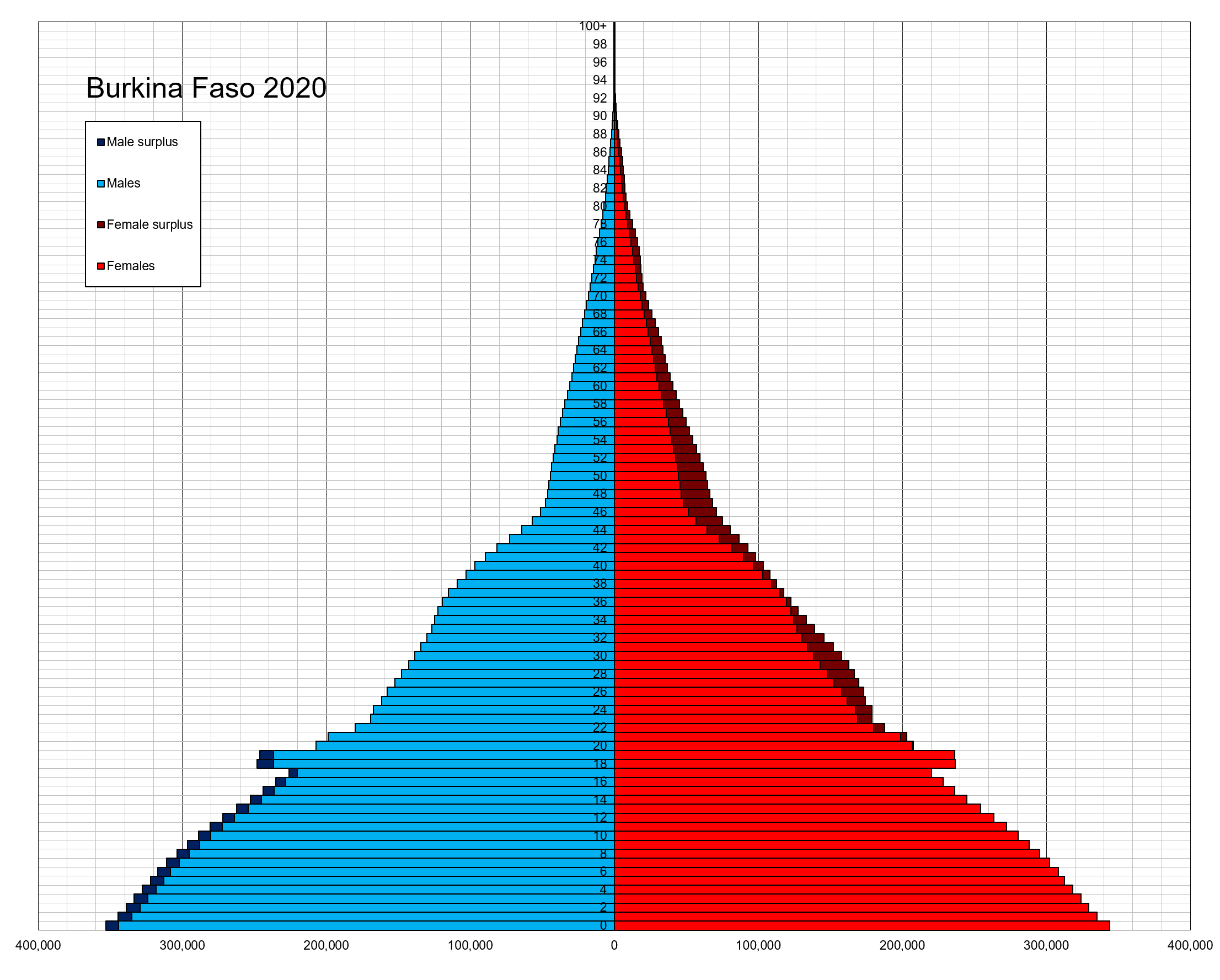
Возрастно-половая пирамида населения Буркина-Фасо на 2020 год

Рост населения в Буркина-Фасо (млн. чел.) с 1960 по 2017 гг.

Коренное население Буркина-Фасо принадлежит к двум основным этническим группам: гур, которая включает крупнейший народ страны моси (48,6 % всего населения), а также сисала, мбуин, га, бобо (6,8 %), лоби (4,3 %), груси (6 %), гурма (7 %), сенуфо (2,2 %); и манде, к которой относятся буса (биса), само (сану) (6,5 %), хауса, сонинке, дьюла, фульбе; на севере живут сонгай и туареги.
Конфессиональный состав: мусульмане — 61,5 %, католики — 23,3 %, аборигенные культы — 7,8 %, протестанты — 6,5 %, другие — 0,9 %.
Численность населения: 13 млн 902 тыс. 972 чел.
Возрастной состав населения:
- 0—14 лет: 46,8 %
- 15—64 лет: 50,7 %
- 65 и старше: 2,5 %

Средний возраст населения:
- всего — 16,5 лет, в том числе
  - мужчин 16,3 лет
  - женщин 16,7 лет

Рождаемость:
- 45,62 на 1000 человек

Смертность:'
- 15,62 на 1000 человек

Младенческая смертность:
- всего — 91,35 на 1000 младенцев
  - мальчиков — 99,17 на 1000 младенцев
  - девочек — 83,3 на 1000 младенцев

Естественный прирост:
- 3 %

Средняя продолжительность жизни:
- всего — 48,85 лет
  - мужчин — 47,33 лет
  - женщин — 50,42 лет

## Население Буркина-Фасо
| Год            | Население  |
| -------------- | ---------- |
| 1              | 200 000    |
| 500            | 400 000    |
| 1000           | 1 000 000  |
| 1500           | 2 000 000  |
| 1800           | 1 609 000  |
| 1900           | 1 825 000  |
| 1910           | 1 862 000  |
| 1920           | 2 234 000  |
| 1930           | 2 661 000  |
| 1940           | 3 217 000  |
| 1950           | 4 376 162  |
| 1960           | 4 865 796  |
| 1970           | 5 303 777  |
| 1980           | 6 318 189  |
| 1990           | 8 361 039  |
| 2000           | 11 587 750 |
| 2015           | 18 450 494 |
| 2030 (прогноз) | 29 153 064 |
| 2100 (прогноз) | 57 339 000 |